# Armeeabteilung Narwa
Die Armeeabteilung Narwa war eine kurzzeitig existierende deutsche Kommandobehörde der Wehrmacht während des Zweiten Weltkriegs.

## Geschichte
Am 2. Februar 1944 wurde bei der Heeresgruppe Nord aus dem Generalkommando LIV. Armeekorps (Gruppe Sponheimer) die Armeeabteilung Narwa aufgestellt. Anfangs hieß sie noch nach ihrem Befehlshaber Armeegruppe Frießner. 
Von der Aufstellung bis zum 20. April 1944 war die Armeeabteilung in der Abwehrschlacht an der Narwa eingebunden und ging dann im Bereich der Heeresgruppe Nord bis 13. Juli 1944 in Stellungskampf. Im August 1944 war die ehemalige Panzerbrigade 101, jetzt als Gruppe Oberst von Lauchert bezeichnet, der Armeeabteilung Narwa zugeordnet. Im Zuge der sowjetischen Sommeroffensive zog sich die Armeeabteilung Narwa bis 25. September 1944 aus dem Baltikum zurück. Bis zum 18. September 1944 musste erst die Narwafront und dann bis 22. September 1944 Reval geräumt werden. 
Am 25. September 1944 wurde die Armeeabteilung Narwa in Armeeabteilung Grasser umbenannt, welche ebenfalls bei der Heeresgruppe Nord eingesetzt wurde.

## Gliederung
- XXXXIII. Armeekorps bis Juli 1944
- XXVI. Armeekorps
- III. (germ.) SS-Panzerkorps

## Befehlshaber
- General der Infanterie Johannes Frießner: von der Aufstellung bis 3. Juli 1944
- General der Infanterie Anton Grasser: vom 3. Juli 1944 bis zur Umbenennung

## Chef des Generalstabs
- Oberstleutnant Kurt von Einem: von der Aufstellung bis April 1944
- Generalmajor Paul Reichelt: von April 1944 bis zur Umbenennung

## Bekannte Angehörige der Armeeabteilung Narwa (Auswahl)
- Generalleutnant Wilhelm Berlin: vom 15. Februar 1944 bis 11. Mai 1944 stellvertretender Befehlshaber der Armeeabteilung Narwa